# Долина Кадиша
Долина Кадиша се налази у северном Либану. Долина представља дубоку клисуру, коју је створила река Кадиша, која је када дође до Триполија позната и под именом Нар Абу Али.

## Свето хришћанско место
Кадиша значи свети на арамејском. У долини се налазе старе хришћанске манастирске заједнице Блиског истока, а које су биле седиште маронитског патријарха. 
Византија је оптуживала мароните да помажу монотелите, па су маронити у тој долини нашли склониште у страху од прогона. Доатада су живели у долиони реке Оронт. 
Долина Кадиша налази се близу шуме `божјих кедрова`, који су представљали преживели део античких либанских кедрова, који су били најдрагоценији граћевински материјал у натичко време.

## Светска баштина
УНЕСКО је ставио долину на листу светске баштине због једне од најзначајнијих раних хришћанских монашких насеобина на свету. УНЕСКО сматра да манастири долине Кадиша представљају један од најзначајнијих примера раног хришћанства.